# Архангельский, Матвей Сергеевич
Матвей Сергеевич Архангельский (1868, Алексин, Тульская губерния — 1944, Тула) — протоиерей, ректор Пензенской духовной семинарии.

## Биография
Родился в 1868 году в городе Алексине Тульской губернии в семье Сергия Архангельского, протоиерея Никольской церкви.
Учился в Алексинском уездном училище, Тульском духовном училище, Тульской духовное семинарии. В 1892 году окончил Киевскую духовную академию со степенью кандидата богословия за сочинение «Изъяснение содержания XV главы 1-го Послания к Коринфянам» и правом получить степень магистра богословия без нового устного испытания, но через напечатание сочинения в усовершенствованном виде и удовлетворительное защищение его в присутствии Совета.
Вступил в брак с Валентиной Алексеевной (в девичестве Зеленецкой). В семье родились дети — Федор, Татьяна, Вера (в замужестве — Прозорова) и Иван (1901 г.р.).
8 января 1893 года назначен законоучителем Мариинской Донской женской гимназии и Реальном училище в городе Новочеркасске с условием принятия сана священника.
30 августа 1893 года хиротонисан во пресвитера.
С 1 августа 1894 года перемещен законоучителем и настоятелем церкви в Мариинский женский институт благородных девиц в Новочеркасске.
22 марта 1911 года переведен на должность ректора Пензенской духовной семинарии с возведением в сан протоиерея. Настоятель семинарской церкви свт. Иннокентия Иркутского. Был одновременно председателем Пензенского Иннокентьевского просветительного братства. Часто произносил проповеди с амвона Пензенского кафедрального собора. Считался лучшим проповедником в епархии, именовался «Пензенским Златоустом».
С 1912 года страдал приступами язвы двенадцатиперстной кишки, лечился в Москве.
С июля 1917 года в течение полугода, до закрытия журнала, руководил редакционным комитетом «Пензенских епархиальных ведомостей».
Во времена путятинской смуты он находился в ближайшем окружении архиепископа Иоанна (Поммера), стоял в первых рядах борцов с обновленчеством. Участвовал в переговорах с Владимиром (Путятой), увещевая его оставить притязания на архиерейство и перейти в лоно канонической Православной церкви.
В 1918 году из-за проведения соответствующих декретов советской власти в епархиальном управлении сложилась тяжелая финансовая ситуация. 4 апреля как председатель Иннокентьевского миссионерского братства он участвовал в заседании членов Духовной консистории и представителей Иннокентьевского братства, на котором обсуждался вопрос выплаты жалования епархиальным миссионерам. о. Матфей распорядился «выплачивать жалование из наличных средств братства, насколько их хватит».
Из отчета Комиссариата по отделению церкви от государства Ревтрибуналу 25.06.1918 г.:
«…С приездом епископа Иоанна (Поммера)… местное духовенство стало получать сплоченность, видимо, выработало тактику своего отношения и борьбы с советской властью. Конечно, вдохновителем, организатором местного духовенства является епископ Иоанн с ближайшими помощниками: ректором семинарии протоиереем Матфеем Архангельским, смотрителем Тихоновского духовного училища священником А. Пульхритудовым, председателем б. Епархиального Совета Медведевым, секретарем Консистории — Беренским. Эти лица, держа в своих руках духовенство, ведут его туда, куда им желательно».
27 июня 1918 года о. Матфей был арестован вместе с другими представителями Пензенского братства православных христиан и помещён в пензенскую тюрьму. Был осуждён по обвинению в «неподчинении распоряжениям и декретам советской власти, провокационной деятельности и натравливании одной части населения на другую» и приговорён к двум годам концлагерей.
Из материалов дела:
«Священники Архангельский, Пульхритудов, Медведев, Лентовский и секретарь бывшей Консистории Беренский арестованы как пособники епископу Иоанну. Эти лица, став во главе епархиального управления, направили свою деятельность к тому, чтобы не дать Комиссариату по Церковным делам проводить в жизнь декрет Народных Комиссаров об отделении Церкви от государства. К тому же, эти лица при ликвидации местной Консистории выдали незаконно жалование за полгода служащим Консистории с той целью, чтобы чиновники бывшей Консистории не работали с советской властью. За такое незаконное действие эти лица предаются суду военно-революционного трибунала, как устроители саботажа».
Из обращения Пензенского Комиссариата по отделению Церкви от государства в Губернскую Коллегию внутренних дел: «Разрешить немедленную высылку Архангельского из пределов Пензенской губернии как человека, оппозиционно настроенного к советской власти и своей деятельностью создающего серьёзные препятствия для комиссариата». Однако о. Матфей, в числе прочих арестованных по делу, был просто заключен в Пензенскую губернскую тюрьму.
8 июля 1918 года жена о. Матфея Валентина Алексеевна обратилась к начальнику тюрьмы с просьбой разрешить ей свидания с мужем. Разрешение было получено лишь на 18 и 25 июля. 17 июля 1918 года она написала в Комиссариат письмо:
«Мой муж… по вашему распоряжению 27 июня заключен в тюрьму. Пребывание в тюрьме сразу усилило его болезнь — язву 12-перстной кишки, и по сему дальнейшее пребывание в тюрьме и тюремной больнице грозит опасностью для его жизни. Правильность моего заявления подтверждается свидетельством врачей… которые его лечили. Поэтому, я прошу сделать распоряжение об освидетельствовании через комиссию врачей состояния его здоровья, и, в случае признания врачами необходимости домашнего лечения, прошу его освободить из заключения…».
Освидетельствование проводил главврач больницы Красного Креста (при общине во имя св. Ольги) с коллегами:
«М. С. Архангельский,… с апреля 1912 года находился под моим наблюдением… Язва, под влиянием нервных потрясений открывалась и давала кровотечения, а потому тюремный режим может быть не только опасным для здоровья, но и угрожает жизни М. Архангельского». Тем не менее, о. Матфея продолжали содержать под стражей.
28 июля 1918 года он, в числе заключенных, проходивших по делу (6 чел.), обратился с прошением к председателю Пензенского губернского Совета рабочих и крестьянских депутатов. Заключенные в прошении заявили, что считают себя невиновными, просили объяснить им причину ареста, недоумевали — по какому праву без суда и следствия они в тюрьме вот уже 4 недели.
30 августа следствие ещё продолжалось. Нашлись лица, которые указали на связь о. Матфея Архангельского с владыкой Иоанном и сообщили о поездке протоиерея Матфея в уезд якобы с целью черносотенной агитации.
29 октября 1918 года прот. Матфей обратился в Пензенскую чрезвычайную следственную комиссию с просьбой освободить его из тюрьмы в связи с обострением язвы, от которой он в 1912 году уже чуть не умер, и которая в январе и июне 1917 года ещё дважды открывалась.
«К проявлению болезни именно теперь, — пишет Архангельский в своем прошении, — располагает мое крайне угнетенное состояние духа вследствие тяжело сложившихся для меня условий жизни. С 1-го июля, за преобразованием духовной семинарии в светскую школу, я уволен от должности, жалованья не получаю, квартиры лишился, своего угла нет, места вновь не имею и вдобавок сижу в тюрьме 4 месяца. Жена моя, тоже женщина пожилая и нездоровая, измучилась с пятью нашими детьми — подростками-учащимися — и за меня, и за них. Между тем обстоятельства моего судебного дела, как видно из допроса и моих показаний, вовсе не дают оснований к тому, чтобы карать меня длительным тюремным заключением или же, по снятии допроса, держать под арестом изолированно в тюрьме (другие лица, более меня причастные к тому же делу, находятся на свободе, а я 4 месяца сижу в тюрьме… С доброй надеждой ожидаю милостивого решения Комиссии по содержанию моей просьбы».
7 ноября 1918 года по случаю первой годовщины Октябрьской революции он был амнистирован с обязательством являться в милицейский участок каждую среду и пятницу. Но в связи с тем, что с 19 ноября 1918 года он стал служить во Введенской церкви города Пензы приходским священником и вынужден был ещё заниматься требоисполнением, такие посещения для него стали весьма обременительными. Тем более что предстоял Великий пост с длительными службами, а приступы болезни вынуждали его иногда ложиться в постель. Поэтому Архангельский 26 февраля 1919 года обратился к председателю ревтрибунала с просьбой освободить его от обязанности два раза в неделю являться в милицию и просил отдать его на поруки рабочему трубочного завода Захару Захаровичу Позднякову. Однако прошение его не возымело действия, и 17 сентября 1919 года он вновь обращается в военно-революционный трибунал, сообщая, что находится под надзором милиции, но обострение болезни обязывает его к продолжительному отдыху и лечению в условиях деревенской жизни. Поэтому просит разрешения выехать из Пензы к родственникам в село Знаменское Мокшанского уезда на полтора месяца — с 25 сентября по 10 ноября. К прошению прилагалось свидетельство его лечащего врача Гамалиила Ивановича Державина, в котором говорилось, что Архангельский «страдает обострением хронического заболевания — язвой желудка, малокровием и резким переутомлением нервной системы», в связи с чем «нуждается в шестинедельном пребывании в деревне, где будет иметь возможность пользоваться свежим воздухом и провести соответствующее диетическое лечение».
29 сентября ему, наконец, был разрешен выезд в село Знаменское для поправления здоровья на срок с 1 октября по 15 ноября, а 29 ноября следственный комитет революционного трибунала снял с гражданина М. С. Архангельского обязанность являться в милицию, поскольку дело на него «как одного из руководителей Пензенской епархии в саботаже… прекращено производством».
Протоиерей Матфей служил в Петропавловской церкви и был членом Совета её общины, он вполне мог входить и в Совет «Пензенского Братства православных христиан».
16 декабря 1919 года привлечён к следствию в качестве обвиняемого, вместе с Араповой Софьей Николаевной, Беляевым Александром Александровичем, Венценосцевым Михаилом Александровичем, Де-Бове Клавдием Сергеевичем, Голышевым Федором Емельяновичем, Сатурновым Федором Никитичем, Смирновым Василием Васильевичем, Касаткиным Николаем Андреевичем, Кипарисовым Андреем Павловичем, Лебедевым Михаилом Анатольевичем, Лентовским Владимиром Ивановичем, Нелюбовым Василием Андреевичем, Озаревич Ольгой Львовной, Пульхритудовым Николаем Михайловичем, Поздняковым Захаром Захаровичем, Рудницкой Евгенией Никифоровной, Урановым Константином Петровичем, Феликсовым Григорием Николаевичем, Ягодиным Евгением Ивановичем и Яковлевым Вонифатием Васильевичем, с предъявлением им обвинения в контрреволюционной монархической деятельности, выразившейся в выступлении с речами контрреволюционного содержания на лекциях, собеседованиях, проповедях, панихидах, молебнах и пр. Обвиняемые были заключены под стражу в Пензенскую губернскую тюрьму. 26 мая 1920 года членам «Пензенского братства православных христиан» был вынесен приговор.
В августе 1920 года из-под ареста он был также освобожден и оставлен под надзором с обязательством регистрации два раза в неделю.
В 1922 году был арестован по обвинению в сопротивлении изъятию церковных ценностей. В том же году он вместе с супругой и двумя детьми уехал в Тулу к брату — врачу Фёдору Сергеевичу Архангельскому (1855—1928), известному тем, что в 1902 году им был открыт первый в России вытрезвитель (под названием «приют для опьяневших»).
Скончался в 1944 году в городе Туле.

## Награды
- Набедренник
- Скуфья
- Камилавка
- Наперсный крест
- Палица (29 июня 1917 г.)